# Вишнице (гмина)
Вишнице (пол. Wisznice) — сельская гмина (волость) в Польше, входит как административная единица в Бяльский повет, Люблинское воеводство. Население — 5249 человек (на 2004 год).

## Сельские округа
1. Цурын
2. Долхолиска
3. Дубица-Дольна
4. Дубица-Гурна
5. Хородыще
6. Колёня-Вишнице
7. Лынев
8. Малгожацин
9. Марылин
10. Полюбиче-Дворске
11. Полюбиче-Вейске
12. Ратаевиче
13. Ровины
14. Вишнице
15. Выгода

## Соседние гмины
1. Гмина Яблонь
2. Гмина Комарувка-Подляска
3. Гмина Ломазы
4. Гмина Милянув
5. Гмина Подедвуже
6. Гмина Россош
7. Гмина Соснувка